# Hôpital du Sépulcre
L'hôpital du Sépulcre est ancien hôpital religieux du Mans, fondé au VIe siècle par Saint-Innocent, alors évêque de la ville. 

## Histoire
Il fut bâti dans le faubourg du Pré, non loin de l'église du même nom. Le cimetière de l'hôpital était un lieu de pèlerinage, considéré comme le premier cimetière chrétien de la ville et surtout, reconnu pour abriter les tombeaux des premiers apôtres de la cité. C'est Saint-Innocent lui-même qui assura le bon fonctionnement de l'hôpital en lui assurant notamment la venue de dons. Il accueillait les pèlerins et les anciens religieux. Le bâtiment se constituait d'un large bâtiment central comprenant une salle des malades, d'une chapelle extérieure et d'un petit jardin. L'hôpital resta debout jusqu'en 1658, date à laquelle il fut rallié à l'hôpital général de la ville, situé sur l'autre rive de la Sarthe. La rue sur laquelle était bâti l'édifice fut renommée à la révolution rue du Sépulcre, elle se nomme de nos jours rue Sieyes.